# 壺焼き

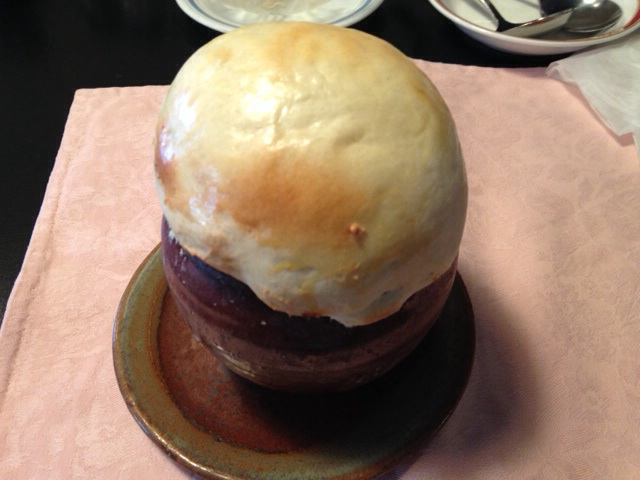
ロシア料理における壺焼き

壺焼き（つぼやき）とは、壺状の深めの陶器に食材を入れ密封し、火にかけ蒸し焼きにする調理法である。
トルコ料理の羊肉と野菜を用いたテスティ・ケバブは、生の食材を壺に入れて調理するため、調理時間が6時間以上かかる場合もある。調理した壺ごと食卓に供されるため金槌で壺を割って食べる。
チュニジア料理にも同様の素材を用いた壺焼き料理ガルグレットがあるが、こちらは蓋を外して中の料理を皿に盛りつけて供される。ブルガリア料理にもトルコから伝わったとされるギョヴェチェという壺焼き料理がある。その他、アルジェリア料理等にも鶏肉を用いた壺焼き料理などがあり、料理法として広い地域に伝播している。
また、ロシア料理のガルショーク(горшок、ロシア語で深鍋を意味する)は、深めの陶器にあらかじめ火を通したシチューを入れ、パイ生地で蓋をしてオーブンで蒸し焼きにするもので、ポットパイに似ているがこれも壺焼き料理の一種とされている。これの、きのこが入っている物は、日本ではグリヴィーまたはグリブイ、グルブイ（грибы）もしくはグリバーミ（грибами）(どちらもロシア語できのこを意味する)と呼ばれる。

## 貝類の壺焼き
日本では、サザエの壺焼きに代表されるように、巻き貝を殻ごと焼いた料理も壺焼きと称されている。活きたものを直接焼く場合と、一旦取り出した肉を再び殻に入れて焼く場合とがある。前者の例としては、サザエ、つぶ貝、ニシ貝（アカニシ）、ホラ貝、白ばい貝（エッチュウバイほか）などがあり、全国的に見られるサザエの壺焼きや、北海道の焼きツブなどがよく知られる。後者の例では、サザエの肉を取り出して刻み、鰹節その他を加えて殻に戻し焼いたものや、サザエの貝殻を器として季節の貝類を詰めて焼いた料理もまた壺焼きと称される。
これらの貝類の貝殻は、日本全国の貝塚から出土しており、焼くだけといった簡単な調理法ながら縄文時代中期以降から行われていたと考えられている。江戸の遺跡からも多くの貝殻が出土するが、アワビなどには焼き跡が見られないのに対し、サザエの殻には焼き跡のあるものが多いことから、当時から壺焼きとして利用されていたことがわかる。